# Chiesa di San Rocco (Asti)
La chiesa di San Rocco è un luogo di culto cattolico che sorge nell'omonimo borgo di Asti. Era la sede della confraternita dei Battuti Verdi.

## L'origine
La Confraternita di San Rocco aveva la sua primitiva sede nella Collegiata di San Secondo, poi si spostò nel 1637 costruendo una piccola chiesa nella antica contrada dei filanti, l'attuale Borgo San Rocco.
Ma essendo cresciuto il numero dei fedeli, i confratelli acquistarono alcuni stabili adiacenti e costruirono una nuova chiesa. Il disegno e progetto sono dell'ingegnere Carlo Giulio Quadri.
Intorno al 1720 l'edificio fu terminato. La chiesa è situata a sinistra della vecchia Porta di San Martino.

## I rimaneggiamenti

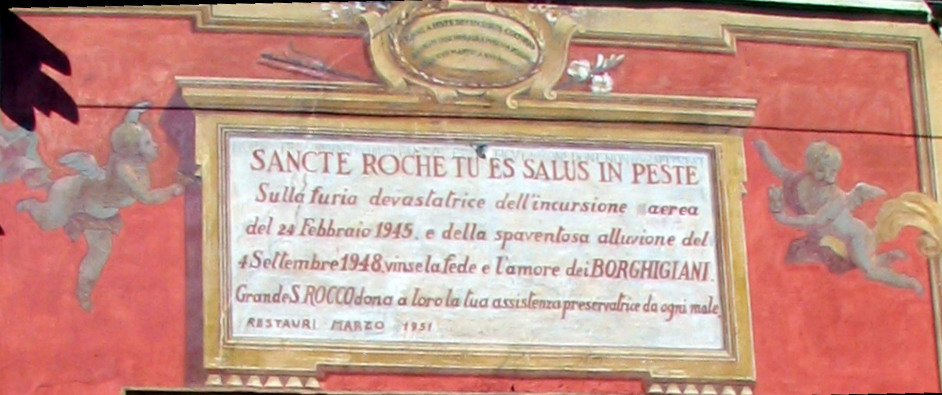
Il cartiglio sopra il portone

La chiesa ha subito vari insulti durante la sua storia. Nel 1793, vengono alloggiati soldati francesi prigionieri. Nel 1800, viene smontato l'organo e trasportato nella stanza attigua alla tribuna, per la requisizione e l'utilizzo della Chiesa da parte delle truppe austriache.
Nel 1803, si cominciano i primi restauri, si fanno lavori all'altare maggiore, si chiudono le finestre più alte, vengono ripristinati banchi e gradini, si compra un nuovo pulpito, e nel 1808 vengono sistemati due grandi candelabri. Nel 1814 l'organo viene ricomposto e vengono rifatti i sedili del coro. A danneggiare nuovamente la chiesa saranno le due alluvioni del 1943 e del 1994.

## La chiesa

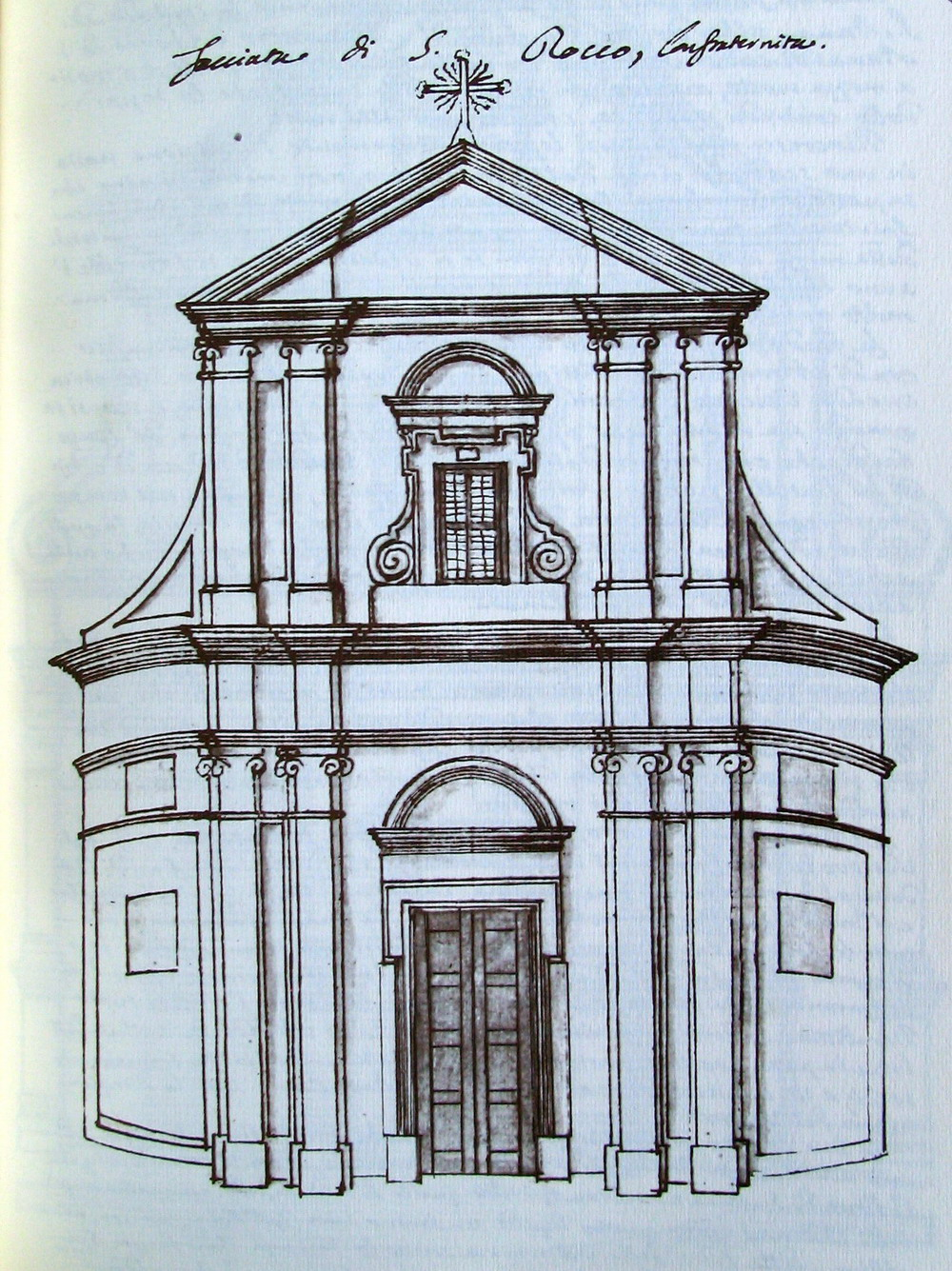
La chiesa nel 1806, da un disegno di Stefano Giuseppe Incisa

Presenta una facciata sobria, in mattoni a vista, appena mossa. In passato sopra il portale era presente una lunetta, ora completamente scomparsa, al suo posto un'anonima imcorniciatura a tondino, al cui interno affrescati due angeli svolazzanti tra una scritta che ricorda i restauri del 1945 e 1951.
L'interno è in un'unica navata, con cappelle laterali e una cupola all'inizio della navata.

## Le opere
- Cristo alla colonna, statua lignea ad altezza d'uomo nella parete a sinistra, databile al terzo decennio del XVIII secolo, opera di Carlo Giuseppe Plura restaurata nel 2008 da Doneux & soci, Torino.
- Statua lignea seicentesca di San Rocco posta sull'altare della parete destra (dovrebbe trattarsi della prima statua del Santo appartenente alla Confraternita, già presente nella Collegiata di San Secondo).
- L'altare maggiore, fatto dall'artigiano Francesco Ferrari di Locarno nel 1762, ma naturalizzato astigiano da molti anni.

Da una stessa descrizione del Ferrari, si scoprono i moltissimi marmi impiegati, Bardiglio, mischio di Ferrara, Serravezza di Fiorenza, e di Sicilia, Nero e Giallo di Verona, brocatello, occhialino della Val Camonica.
- Quadro con Madonna col Bimbo, e Santi, del tardo secolo XVII di probabile scuola correggesca.
- Quadro di San Girolamo, sempre di manifattura seicentesca.
- Quadro di San Rocco del pittore astigiano Vincenzo Bosio di fine Settecento, con immagine di una città turrita (Asti?)
- Quadro ottocentesco di Santa Apollonia, patrona dei dentisti, attribuita ad un giovane Michelangelo Pittatore.